# Äkäsjokisuu
Äkäsjokisuu – wieś w gminie Kolari w Finlandii. Administracyjnie znajduje się w podregionie Kemi–Tornio w Laponii. Położona jest u ujścia rzeki Äkäsjoki do Muonionjoki, przy granicy ze Szwecją.

## Kolej
We wsi znajdowała się stacja kolejowa na linii z Kolari przez Niesa do Äkäsjokisuu. Została otwarta w 1967 roku i zamknięta w 2005. Ruch na linii ustał przed 2000 rokiem. 
W 2010 roku rozważano rewitalizację linii i przedłużenie jej przez granicę szwedzką do gminy Pajala. Miałaby być używana do transportu rudy z kopalni w Pajala do portu w Kemi. Ostatecznie jednak zdecydowano, że rudy z Pajali transportowane są przez Narwik w Norwegii.